# Slapton (Buckinghamshire)
Pour les articles homonymes, voir Slapton.
Slapton est une paroisse civile et un village du Buckinghamshire, en Angleterre.